# Lista de prêmios e indicações recebidos por Will & Grace
Will & Grace é uma comédia americana criada por Max Mutchnick e David Kohan sobre o relacionamento entre os melhores amigos Will Truman (Eric McCormack), um advogado gay e Grace Adler (Debra Messing), um designer de interiores hétero. Foi transmitido na NBC de 21 de setembro de 1998 a 18 de maio de 2006, durante um total de oito temporadas. Em 2017 foi confirmado o retorno da série para uma nona temporada. Durante sua transmissão original, Will & Grace foi uma das séries de televisão mais bem sucedidas com personagens principais gays.
Apesar das críticas iniciais por sua representação particular de personagens homossexuais, acabou sendo aclamada pela crítica continuamente e ganhou vários prêmios importantes, incluindo 16 Prêmios Emmy do Primetime, 7 Prêmios Screen Actors Guild e 27 nominações ao Globo de Ouro.

## American Cinema Editors (1)
2004
- Melhor edição de um seriado de meia-hora: Peter Chakos

## American Comedy Awards(2)
2001
- Ator coadjuvante mais engraçado: Sean Hayes ("Jack McFarland")
- Atriz coadjuvante mais engraçada: Megan Mullally ("Karen Walker")

## Art Directors Guild(2)
2002
- Melhor design de produção – seriado multi-câmera: Glenda Rovello (por "Prison Blues")

2005
- Melhor design de produção – seriado multi-câmera: Glenda Rovello (por "Queens for a Day")

## Casting Society of America(3)
1999
- Melhor casting de TV, seriado de comédia novo: Tracy Lilienfield

2000
- Melhor casting de TV, seriado de comédia: Tracy Lilienfield

2002
- Melhor casting de TV, seriado de comédia: Tracy Lilienfield

## Directors Guild of America(1)
2001
- Melhor direção em um seriado de comédia: James Burrows, Tim Kaiser, Dale White, Caryn Shick e Russell D. Sherman (por "Love In The Eighties")

## Emmy Awards(16)
2000
- Melhor ator coadjuvante em um seriado de comédia: Sean Hayes ("Jack McFarland")
- Melhor atriz coadjuvante em um seriado de comédia: Megan Mullally ("Karen Walker")
- Melhor seriado de comédia

2001
- Melhor ator principal em um seriado de comédia: Eric McCormack ("Will Truman")
- Melhor direção de arte para um seriado multi-câmera: Glenda Rovello (designer de produção), Melinda Ritz (decoradora de set)
- Melhor fotografia para um seriado multi-câmera: Tony Askins (diretor de fotografia)

2002
- Melhor direção de arte para um seriado multi-câmera: Glenda Rovello (designer de produção), Melinda Ritz (decoradora de set)Rovello]] (production designer), Melinda Ritz (set decorator)
- Melhor fotografia para um seriado multi-câmera: Tony Askins (diretor de fotografia)

2003
- Melhor atriz principal em um seriado de comédia: Debra Messing ("Grace Adler")
- Melhor participação especial de um ator em um seriado de comédia: Gene Wilder ("Sr. Stein")
- Melhor direção de arte para um seriado multi-câmera: Glenda Rovello (designer de produção), Melinda Ritz (decoradora de set)
- Melhor fotografia para um seriado multi-câmera: Tony Askins (diretor de fotografia)

2005
- Melhor participação especial de um ator em um seriado de comédia: Bobby Cannavale ("Vince")
- Melhor fotografia para um seriado multi-câmera: Tony Askins (diretor de fotografia)

2006
- Melhor participação especial de um ator em um seriado de comédia: Leslie Jordan ("Beverley Leslie")
- Melhor atriz coadjuvante em um seriado de comédia: Megan Mullally ("Karen Walker")

## GLAAD Media Awards(7)
1999
- Melhor Seriado de TV - comédia

2000
- Melhor Seriado de TV - comédia

2001
- Melhor Seriado de TV - comédia

2002
- Melhor Seriado de TV - comédia

2003
- Melhor Seriado de TV - comédia

2005
- Melhor Seriado de TV - comédia

2006
- Melhor Seriado de TV - comédia

## Hollywood Makeup Artist and Hair Stylist Guild Awards (1)
2002
- Melhor cabelo contemporâneo - televisão (Por um episódio de um seriado regular - Sitcom, drama ou novela)

## People's Choice Awards(2)
1999
- Seriado novo de comédia favorito

2005
- Seriado de comédia favorito

## Rose d'Or Light Entertainment Festival (1)
2000
- Melhor sitcom: EUA

## Satellite Awards(2)
2002
- Melhor performance por uma atriz em um seriado - comédia ou musical: Debra Messing ("Grace Adler")

2003
- Melhor performance por uma atriz em um seriado - comédia ou musical: Debra Messing ("Grace Adler")

## Screen Actors Guild Awards(7)
2005
- Melhor performance por um ator em um seriado de comédia: Sean Hayes ("Jack McFarland")

2004
- Melhor performance por uma atriz em um seriado de comédia: Megan Mullally ("Karen Walker")

2003
- Melhor performance por um ator em um seriado de comédia: Sean Hayes ("Jack McFarland")
- Melhor performance por uma atriz em um seriado de comédia: Megan Mullally ("Karen Walker")

2002
- Melhor performance por um ator em um seriado de comédia: Sean Hayes ("Jack McFarland")
- Melhor performance por uma atriz em um seriado de comédia: Megan Mullally ("Karen Walker")

2001
- Melhor performance de um elenco em um seriado de comédia: Sean Hayes, Eric McCormack, Debra Messing, Megan Mullally

## TV Guide Awards (2)
2001
- Atriz do ano em um seriado de comédia: Debra Messing ("Grace Adler")
- Ator coadjuvante do ano em um seriado de comédia: Sean Hayes ("Jack McFarland")

## Teen Choice Awards (3)
2004
- Melhor ator coadjuvante de TV: Sean Hayes ("Jack McFarland")

2001
- Melhor ator coadjuvante de TV: Sean Hayes ("Jack McFarland")

2000
- Melhor ator coadjuvante de TV: Sean Hayes ("Jack McFarland")

## Viewers for Quality Television Awards (1)
1999
- Prêmio do fundador para excelência em televisão

1. ↑  Cooper, Evan. «Decoding Will & Grace: Mass Audience Reception of a Popular Network Situation Comedy» (PDF). California State University. Consultado em 13 de dezembro de 2015